# Ove Høegh-Guldberg
Ove Høegh-Guldberg (Horsens, 1º settembre 1731 – 7 febbraio 1808) è stato un politico e teologo danese.

## Biografia
Nacque a Horsens da una famiglia della media classe sociale: il padre Willigelm era un impresario di pompe funebri.
Grazie al favore di un aristocratico del luogo, Carl Schack, conte von Rantzau (che poi sarebbe diventato il mecenate del suo avversario politico, Johann Friedrich Struensee), riuscì a compiere gli studi e a pagarsi un corso all'università di Sorø; quindi si diede alla professione di critico letterario e grazie ad un celebre trattato sul poeta inglese John Milton e Il Paradiso perduto, fu ammesso come insegnante all'accademia di Sorø.
Entrò nelle grazie della regina vedova, Giuliana Maria di Brunswick-Lüneburg, e divenne insegnante personale del principe Federico, suo figlio e fratellastro del re Re Cristiano VII.
Mal vedendo le troppe riforme illuministiche che il primo ministro Johann Friedrich Struensee stava apportando con l'autorizzazione del re mentalmente instabile, fece pressione sulla corte e sul re, rivelando anche la relazione che c'era tra Struensee e la regina Carolina Matilde, ed alla quale doveva essere fatta risalire in effetti la nascita della principessa Luisa di Danimarca. In agosto, una folla di marinai e contadini aizzati da Guldberg tentarono di prendere d'assalto il palazzo di Hirchsholm, dove risiedevano Struensee e Carolina Matilda, ma furono fermati da un tardivo intervento.
Con l'appoggio della corte e dell'esercito, Guldberg e la regina vedova Giuliana Maria ordirono un complotto contro Struensee e Carolina Matilda, per far cessare le troppe riforme illuministe che indebolivano il potere dei cortigiani. Il 17 gennaio 1772, il colonnello Köller e alcuni soldati irruppero nelle stanze di Struensee, Carolina Matilda e di un cortigiano fedele a Struensee, Enevoldt Graf von Brandt. I due uomini furono portati al carcere di Copenaghen, mentre la regina venne internata provvisoriamente nel castello di Kronborg. Guldberg fece leva sulla regina perché la figlia avuta da Struensee ripudiasse ogni pretesa al trono di Danimarca e fece in modo di far condannare Struensee e Brandt per lesa maestà reale. Struensee e Brandt vennero giustiziati il 28 aprile 1772.
Giuliana Maria conferì a Guldberg, che prima di allora si chiamava solo Ove Hǿegh, il predicativo nobiliare di Guldberg, e ne fece poi di fatto il primo ministro della Danimarca. Il governo Guldberg somministrò al paese un periodo di assolutismo semi-reazionario, ma si caratterizzò anche per una saggia politica neutralista e filo inglese. Nel 1784, però, il principe ereditario Federico, figlio di Carolina Matilde, assunse con un colpo di mano le funzioni di reggenza, costrinse Gulberg a dimettersi e lo ridusse al rango di semplice amtmand (prefetto) fino al 1802, quando gli fu concesso di ritirarsi a vita privata.